# Bona Sforza

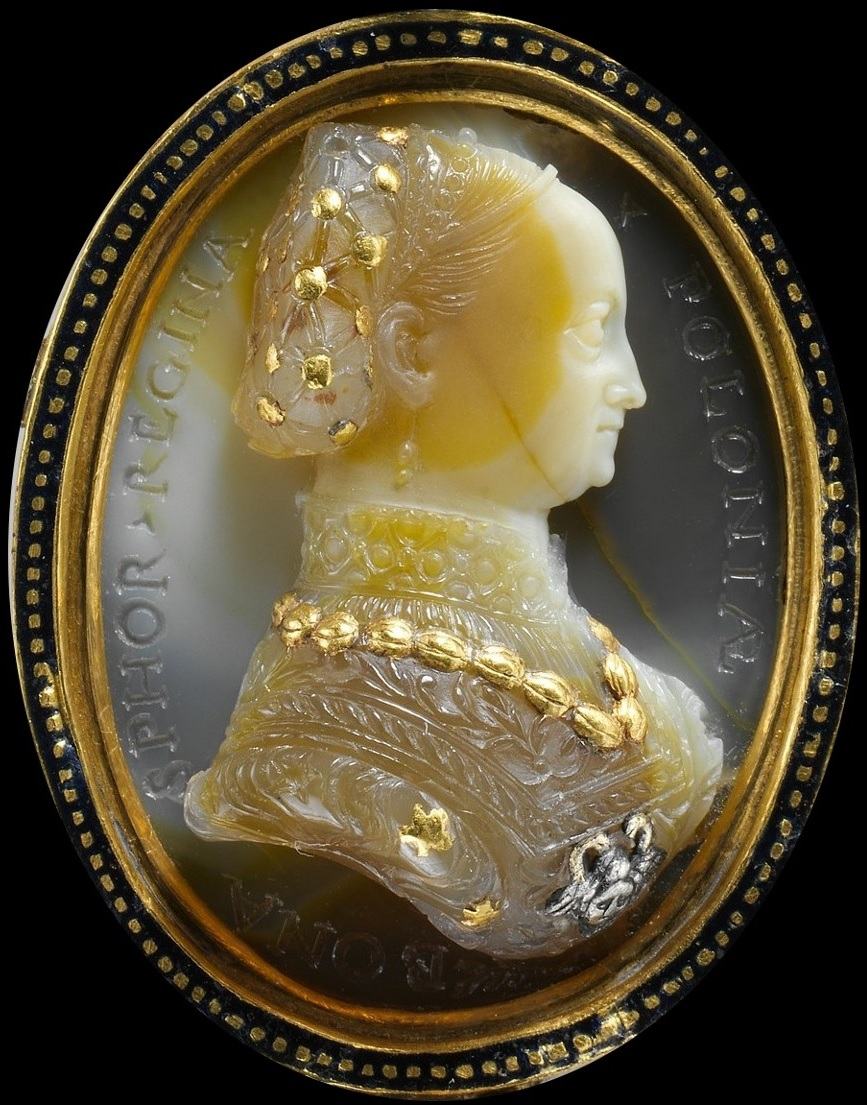
Medaillon von Gian Giacomo Caraglio um 1540

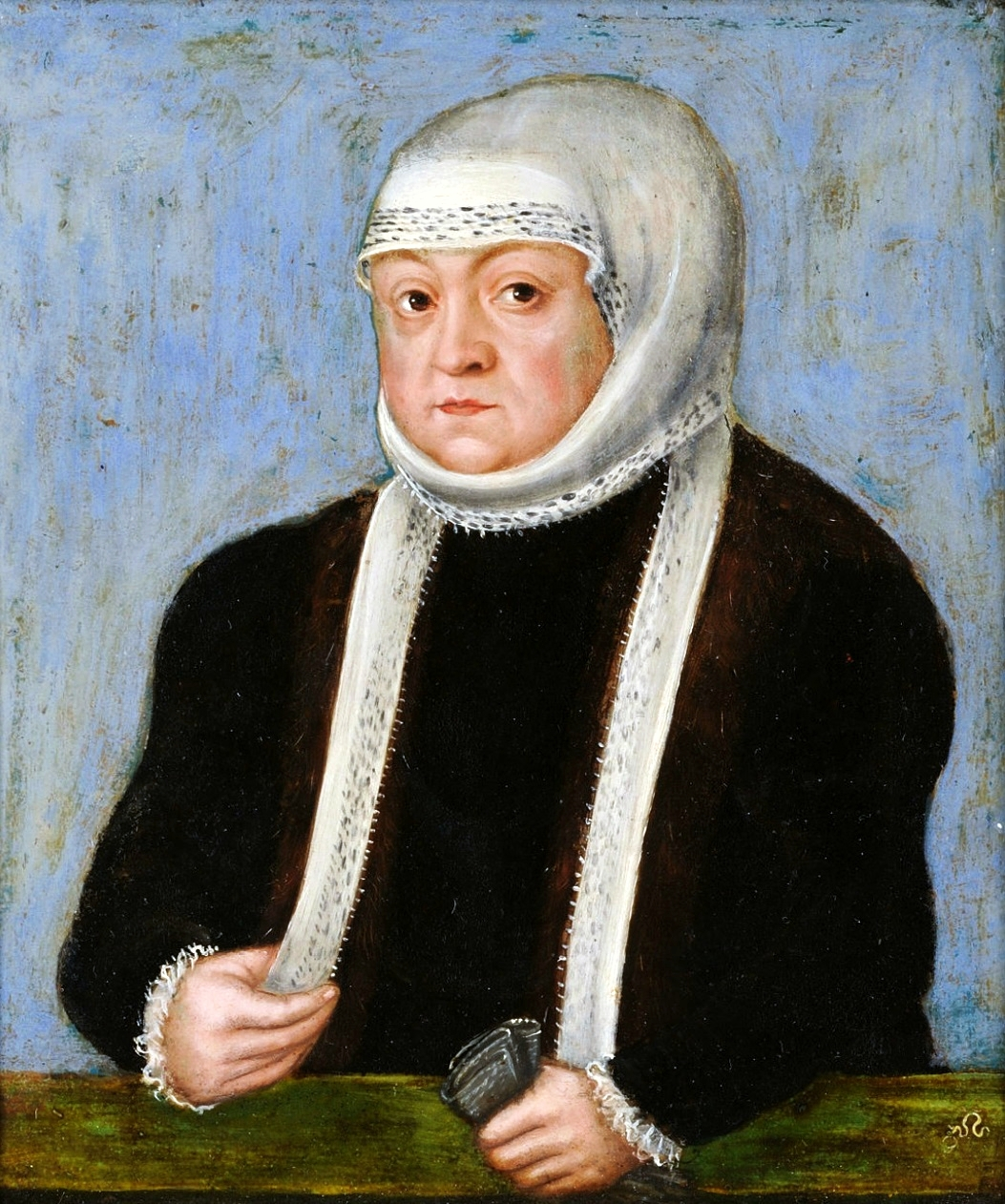
Portrait von Lucas Cranach d. J. von 1553

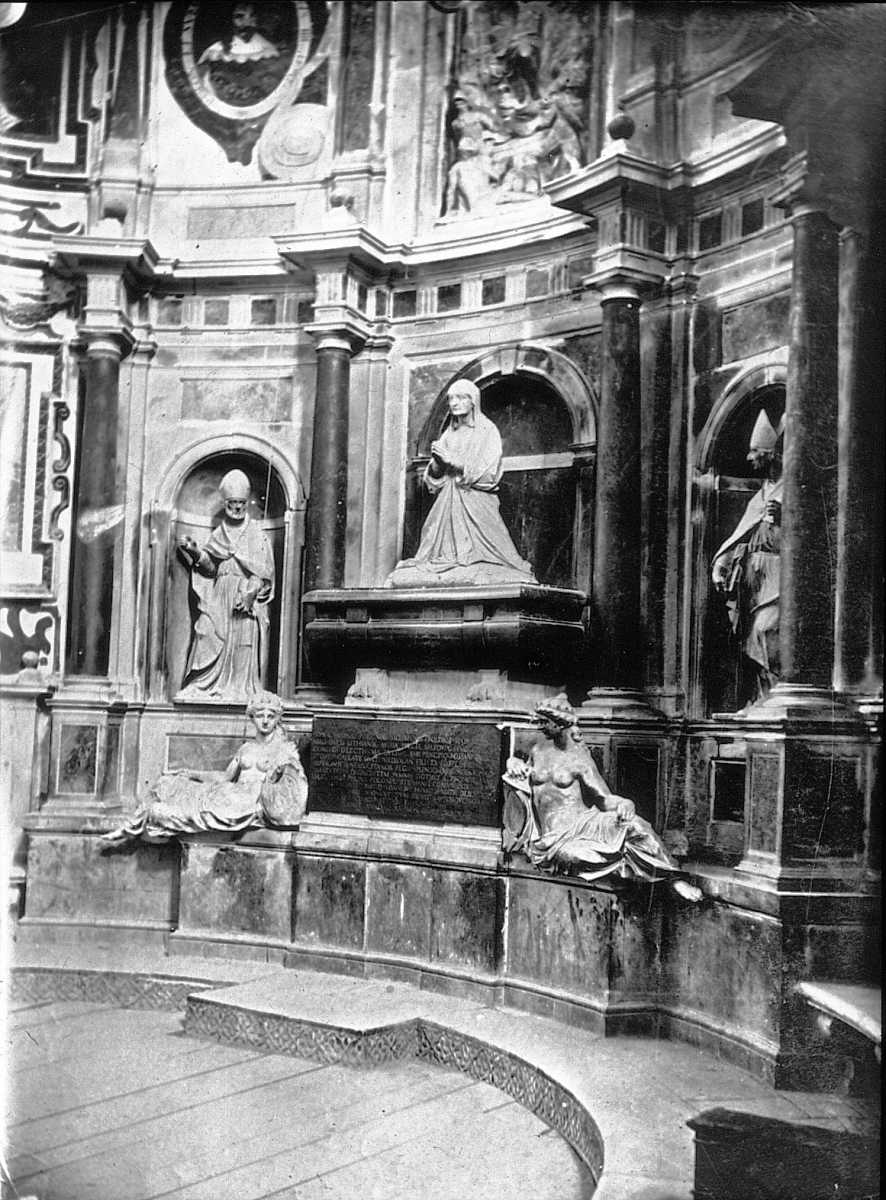
Grabmal in Bari

Bona Sforza (* 2. Februar 1494 in Vigevano; † 19. November 1557 in Bari, Italien) war eine italienische Prinzessin aus dem Adelsgeschlecht der Sforza, seit 1524 Herzogin von Bari und Fürstin von Rossano und ab 1518 durch Heirat Königin von Polen und Großfürstin von Litauen. Als Nachkommin von Hugo von Brienne erhob sie Anspruch auf das Königreich Jerusalem.

## Leben
Sie war die jüngste Tochter des Herzogs Gian Galeazzo Sforza von Mailand und der Isabella von Aragón, Prinzessin von Neapel. Ihr Vater wurde im Jahr ihrer Geburt ermordet. Ihre Mutter zog mit ihren Töchtern von Pavia nach Bari. Sie versuchte erfolglos, ihre Ansprüche gegen Ludovico Sforza, den Onkel ihres Vaters, zu verteidigen. Im Zuge der Italienischen Kriege wurde Bonas Bruder Francesco aus der Nachfolge des Herzogtums verdrängt und 1499 von französischen Truppen, die Mailand eroberten, nach Frankreich gebracht, wo er 1511/12 starb. Auch ihre Schwester Ippolita starb jung. Bona erhielt in Neapel eine gute Ausbildung, u. a. durch Crisostomo Colonna von der Accademia Pontaniana. Ab 1524, nach dem Tod ihrer Mutter war sie souveräne Herzogin von Bari und Fürstin von Rossano.
1518 heiratete Bona König Sigismund von Polen, der in Personalunion auch Großfürst von Litauen war. Nach ihrer Ankunft in Krakau wurde Bona Sforza am 18. April Sigismunds zweite Gattin und zur Königin Polens gekrönt.
Bona Sforza zeigte bemerkenswerte Eigenschaften als Königsgemahlin: Sie war sehr ehrgeizig, führte eine selbstständige und kluge Wirtschafts- und Kulturpolitik, ließ Schlösser (z. B. das Schloss in Bar oder die Burg Ciechanów), Schulen und Hospitäler bauen, erzeugte aber auch Korruption und Intrigen am polnischen Hof. Sie verstand auch nie den Landadel, der gegen ihre und Sigismunds Reformen im „Hühnerkrieg“ rebellierte. Bei dieser Schicht war sie sehr unbeliebt, und immer wieder wurden über sie verleumderische Gerüchte kolportiert. So wurde Bona im Jahr 1551, nach dem plötzlichen Tod ihrer ungeliebten Schwiegertochter, Königin Barbara Radziwiłł, von ihren Gegnern ohne Beweise verdächtigt, diese vergiftet zu haben. Es wurde ihr auch eine besondere Sympathie für den Schlesier Peter von Prittwitz nachgesagt. Damit wollte man ihren persönlichen Einsatz für dessen Sohn Bernhard von Prittwitz, den Terror Tartarorum („Schrecken der Tataren“), erklären, der unter König Sigismund I. und dessen Nachfolger Sigismund II. sehr erfolgreich gegen die Tataren kämpfte und daher 1538 mit großen Ländereien und 1540 mit dem Amt eines Starost von Bar belohnt wurde.
Nach dem Tod ihres Gemahls 1548 zog sie vom Königsschloss in Krakau nach Warschau um und 1556 kehrte sie nach Italien zurück, wo sie 1557 im Auftrag von König Philipp von Spanien von ihrem Vertrauten Pappacoda vergiftet wurde.
Königin Bona verstarb in Bari und wurde in der Basilika San Nicola begraben.

## Nachkommen
- Isabella (* 18. Januar 1519; † 15. September 1559), verheiratet seit 1539 mit dem ungarischen König Johann Zápolya
- Sigismund (* 1. August 1520; † 7. Juli 1572), König von Polen und Großfürst von Litauen
- Sophia (* 13. Juli 1522; † 28. Mai 1575), verheiratet seit 1556 mit Heinrich II., Herzog von Braunschweig-Wolfenbüttel;
- Anna (* 18. Oktober 1523; † 9. September 1596), verheiratet seit 1576 mit dem polnischen König Stephan Báthory
- Katharina (* 1. November 1526; † 16. September 1583), verheiratet seit 1562 mit dem schwedischen König Johann III.
- Albrecht Jagiełło († 20. September 1527)